# Unicodeblock Gurmukhi
Der Unicodeblock Gurmukhi (Gurmukhi, U+0A00 bis U+0A7F) enthält die Zeichen der indischen Schrift Gurmukhi, in der die Sprache Panjabi vor allem von Sikhs geschrieben wird und in der auch das Heilige Buch der Sikhs, Adi Granth, verfasst ist, während Hindus diese Sprache teilweise auch in Devanagari und Muslime meist in arabischer Schrift schreiben.

## Tabelle
| Unicodenummer | Zeichen (400 %) | Kategorie                               | Bidirektionale Klasse       | Offizielle Bezeichnung     | Beschreibung                |
| ------------- | --------------- | --------------------------------------- | --------------------------- | -------------------------- | --------------------------- |
| U+0A01 (2561) | ਁ                | Markierung ohne Extrabreite             | Markierung ohne Extrabreite | GURMUKHI SIGN ADAK BINDI   | Gurmukhi-Zeichen Adak Bindi |
| U+0A02 (2562) | ਂ                | Markierung ohne Extrabreite             | Markierung ohne Extrabreite | GURMUKHI SIGN BINDI        | Gurmukhi-Zeichen Bindi      |
| U+0A03 (2563) | ਃ                | Markierung mit Extrabreite              | links nach rechts           | GURMUKHI SIGN VISARGA      | Gurmukhi-Zeichen Visarga    |
| U+0A05 (2565) | ਅ               | anderer Buchstabe, Silbe oder Ideogramm | links nach rechts           | GURMUKHI LETTER A          | Gurmukhi-Buchstabe A        |
| U+0A06 (2566) | ਆ               | anderer Buchstabe, Silbe oder Ideogramm | links nach rechts           | GURMUKHI LETTER AA         | Gurmukhi-Buchstabe Aa       |
| U+0A07 (2567) | ਇ               | anderer Buchstabe, Silbe oder Ideogramm | links nach rechts           | GURMUKHI LETTER I          | Gurmukhi-Buchstabe I        |
| U+0A08 (2568) | ਈ               | anderer Buchstabe, Silbe oder Ideogramm | links nach rechts           | GURMUKHI LETTER II         | Gurmukhi-Buchstabe Ii       |
| U+0A09 (2569) | ਉ               | anderer Buchstabe, Silbe oder Ideogramm | links nach rechts           | GURMUKHI LETTER U          | Gurmukhi-Buchstabe U        |
| U+0A0A (2570) | ਊ               | anderer Buchstabe, Silbe oder Ideogramm | links nach rechts           | GURMUKHI LETTER UU         | Gurmukhi-Buchstabe Uu       |
| U+0A0F (2575) | ਏ               | anderer Buchstabe, Silbe oder Ideogramm | links nach rechts           | GURMUKHI LETTER EE         | Gurmukhi-Buchstabe Ee       |
| U+0A10 (2576) | ਐ               | anderer Buchstabe, Silbe oder Ideogramm | links nach rechts           | GURMUKHI LETTER AI         | Gurmukhi-Buchstabe Ai       |
| U+0A13 (2579) | ਓ               | anderer Buchstabe, Silbe oder Ideogramm | links nach rechts           | GURMUKHI LETTER OO         | Gurmukhi-Buchstabe Oo       |
| U+0A14 (2580) | ਔ               | anderer Buchstabe, Silbe oder Ideogramm | links nach rechts           | GURMUKHI LETTER AU         | Gurmukhi-Buchstabe Au       |
| U+0A15 (2581) | ਕ               | anderer Buchstabe, Silbe oder Ideogramm | links nach rechts           | GURMUKHI LETTER KA         | Gurmukhi-Buchstabe Ka       |
| U+0A16 (2582) | ਖ               | anderer Buchstabe, Silbe oder Ideogramm | links nach rechts           | GURMUKHI LETTER KHA        | Gurmukhi-Buchstabe Kha      |
| U+0A17 (2583) | ਗ               | anderer Buchstabe, Silbe oder Ideogramm | links nach rechts           | GURMUKHI LETTER GA         | Gurmukhi-Buchstabe Ga       |
| U+0A18 (2584) | ਘ               | anderer Buchstabe, Silbe oder Ideogramm | links nach rechts           | GURMUKHI LETTER GHA        | Gurmukhi-Buchstabe Gha      |
| U+0A19 (2585) | ਙ               | anderer Buchstabe, Silbe oder Ideogramm | links nach rechts           | GURMUKHI LETTER NGA        | Gurmukhi-Buchstabe Nga      |
| U+0A1A (2586) | ਚ               | anderer Buchstabe, Silbe oder Ideogramm | links nach rechts           | GURMUKHI LETTER CA         | Gurmukhi-Buchstabe Ca       |
| U+0A1B (2587) | ਛ               | anderer Buchstabe, Silbe oder Ideogramm | links nach rechts           | GURMUKHI LETTER CHA        | Gurmukhi-Buchstabe Cha      |
| U+0A1C (2588) | ਜ               | anderer Buchstabe, Silbe oder Ideogramm | links nach rechts           | GURMUKHI LETTER JA         | Gurmukhi-Buchstabe Ja       |
| U+0A1D (2589) | ਝ               | anderer Buchstabe, Silbe oder Ideogramm | links nach rechts           | GURMUKHI LETTER JHA        | Gurmukhi-Buchstabe Jha      |
| U+0A1E (2590) | ਞ               | anderer Buchstabe, Silbe oder Ideogramm | links nach rechts           | GURMUKHI LETTER NYA        | Gurmukhi-Buchstabe Nya      |
| U+0A1F (2591) | ਟ               | anderer Buchstabe, Silbe oder Ideogramm | links nach rechts           | GURMUKHI LETTER TTA        | Gurmukhi-Buchstabe Tta      |
| U+0A20 (2592) | ਠ               | anderer Buchstabe, Silbe oder Ideogramm | links nach rechts           | GURMUKHI LETTER TTHA       | Gurmukhi-Buchstabe Ttha     |
| U+0A21 (2593) | ਡ               | anderer Buchstabe, Silbe oder Ideogramm | links nach rechts           | GURMUKHI LETTER DDA        | Gurmukhi-Buchstabe Dda      |
| U+0A22 (2594) | ਢ               | anderer Buchstabe, Silbe oder Ideogramm | links nach rechts           | GURMUKHI LETTER DDHA       | Gurmukhi-Buchstabe Ddha     |
| U+0A23 (2595) | ਣ               | anderer Buchstabe, Silbe oder Ideogramm | links nach rechts           | GURMUKHI LETTER NNA        | Gurmukhi-Buchstabe Nna      |
| U+0A24 (2596) | ਤ               | anderer Buchstabe, Silbe oder Ideogramm | links nach rechts           | GURMUKHI LETTER TA         | Gurmukhi-Buchstabe Ta       |
| U+0A25 (2597) | ਥ               | anderer Buchstabe, Silbe oder Ideogramm | links nach rechts           | GURMUKHI LETTER THA        | Gurmukhi-Buchstabe Tha      |
| U+0A26 (2598) | ਦ               | anderer Buchstabe, Silbe oder Ideogramm | links nach rechts           | GURMUKHI LETTER DA         | Gurmukhi-Buchstabe Da       |
| U+0A27 (2599) | ਧ               | anderer Buchstabe, Silbe oder Ideogramm | links nach rechts           | GURMUKHI LETTER DHA        | Gurmukhi-Buchstabe Dha      |
| U+0A28 (2600) | ਨ               | anderer Buchstabe, Silbe oder Ideogramm | links nach rechts           | GURMUKHI LETTER NA         | Gurmukhi-Buchstabe Na       |
| U+0A2A (2602) | ਪ               | anderer Buchstabe, Silbe oder Ideogramm | links nach rechts           | GURMUKHI LETTER PA         | Gurmukhi-Buchstabe Pa       |
| U+0A2B (2603) | ਫ               | anderer Buchstabe, Silbe oder Ideogramm | links nach rechts           | GURMUKHI LETTER PHA        | Gurmukhi-Buchstabe Pha      |
| U+0A2C (2604) | ਬ               | anderer Buchstabe, Silbe oder Ideogramm | links nach rechts           | GURMUKHI LETTER BA         | Gurmukhi-Buchstabe Ba       |
| U+0A2D (2605) | ਭ               | anderer Buchstabe, Silbe oder Ideogramm | links nach rechts           | GURMUKHI LETTER BHA        | Gurmukhi-Buchstabe Bha      |
| U+0A2E (2606) | ਮ               | anderer Buchstabe, Silbe oder Ideogramm | links nach rechts           | GURMUKHI LETTER MA         | Gurmukhi-Buchstabe Ma       |
| U+0A2F (2607) | ਯ               | anderer Buchstabe, Silbe oder Ideogramm | links nach rechts           | GURMUKHI LETTER YA         | Gurmukhi-Buchstabe Ya       |
| U+0A30 (2608) | ਰ               | anderer Buchstabe, Silbe oder Ideogramm | links nach rechts           | GURMUKHI LETTER RA         | Gurmukhi-Buchstabe Ra       |
| U+0A32 (2610) | ਲ               | anderer Buchstabe, Silbe oder Ideogramm | links nach rechts           | GURMUKHI LETTER LA         | Gurmukhi-Buchstabe La       |
| U+0A33 (2611) | ਲ਼               | anderer Buchstabe, Silbe oder Ideogramm | links nach rechts           | GURMUKHI LETTER LLA        | Gurmukhi-Buchstabe Lla      |
| U+0A35 (2613) | ਵ               | anderer Buchstabe, Silbe oder Ideogramm | links nach rechts           | GURMUKHI LETTER VA         | Gurmukhi-Buchstabe Va       |
| U+0A36 (2614) | ਸ਼               | anderer Buchstabe, Silbe oder Ideogramm | links nach rechts           | GURMUKHI LETTER SHA        | Gurmukhi-Buchstabe Sha      |
| U+0A38 (2616) | ਸ               | anderer Buchstabe, Silbe oder Ideogramm | links nach rechts           | GURMUKHI LETTER SA         | Gurmukhi-Buchstabe Sa       |
| U+0A39 (2617) | ਹ               | anderer Buchstabe, Silbe oder Ideogramm | links nach rechts           | GURMUKHI LETTER HA         | Gurmukhi-Buchstabe Ha       |
| U+0A3C (2620) | ਼                | Markierung ohne Extrabreite             | Markierung ohne Extrabreite | GURMUKHI SIGN NUKTA        | Gurmukhi-Zeichen Nukta      |
| U+0A3E (2622) | ਾ                | Markierung mit Extrabreite              | links nach rechts           | GURMUKHI VOWEL SIGN AA     | Gurmukhi-Vokalzeichen Aa    |
| U+0A3F (2623) | ਿ                | Markierung mit Extrabreite              | links nach rechts           | GURMUKHI VOWEL SIGN I      | Gurmukhi-Vokalzeichen I     |
| U+0A40 (2624) | ੀ                | Markierung mit Extrabreite              | links nach rechts           | GURMUKHI VOWEL SIGN II     | Gurmukhi-Vokalzeichen Ii    |
| U+0A41 (2625) | ੁ                | Markierung ohne Extrabreite             | Markierung ohne Extrabreite | GURMUKHI VOWEL SIGN U      | Gurmukhi-Vokalzeichen U     |
| U+0A42 (2626) | ੂ                | Markierung ohne Extrabreite             | Markierung ohne Extrabreite | GURMUKHI VOWEL SIGN UU     | Gurmukhi-Vokalzeichen Uu    |
| U+0A47 (2631) | ੇ                | Markierung ohne Extrabreite             | Markierung ohne Extrabreite | GURMUKHI VOWEL SIGN EE     | Gurmukhi-Vokalzeichen Ee    |
| U+0A48 (2632) | ੈ                | Markierung ohne Extrabreite             | Markierung ohne Extrabreite | GURMUKHI VOWEL SIGN AI     | Gurmukhi-Vokalzeichen Ai    |
| U+0A4B (2635) | ੋ                | Markierung ohne Extrabreite             | Markierung ohne Extrabreite | GURMUKHI VOWEL SIGN OO     | Gurmukhi-Vokalzeichen Oo    |
| U+0A4C (2636) | ੌ                | Markierung ohne Extrabreite             | Markierung ohne Extrabreite | GURMUKHI VOWEL SIGN AU     | Gurmukhi-Vokalzeichen Au    |
| U+0A4D (2637) | ੍                | Markierung ohne Extrabreite             | Markierung ohne Extrabreite | GURMUKHI SIGN VIRAMA       | Gurmukhi-Zeichen Virama     |
| U+0A51 (2641) | ੑ                | Markierung ohne Extrabreite             | Markierung ohne Extrabreite | GURMUKHI SIGN UDAAT        | Gurmukhi-Zeichen Udaat      |
| U+0A59 (2649) | ਖ਼               | anderer Buchstabe, Silbe oder Ideogramm | links nach rechts           | GURMUKHI LETTER KHHA       | Gurmukhi-Buchstabe Khha     |
| U+0A5A (2650) | ਗ਼               | anderer Buchstabe, Silbe oder Ideogramm | links nach rechts           | GURMUKHI LETTER GHHA       | Gurmukhi-Buchstabe Ghha     |
| U+0A5B (2651) | ਜ਼               | anderer Buchstabe, Silbe oder Ideogramm | links nach rechts           | GURMUKHI LETTER ZA         | Gurmukhi-Buchstabe Za       |
| U+0A5C (2652) | ੜ               | anderer Buchstabe, Silbe oder Ideogramm | links nach rechts           | GURMUKHI LETTER RRA        | Gurmukhi-Buchstabe Rra      |
| U+0A5E (2654) | ਫ਼               | anderer Buchstabe, Silbe oder Ideogramm | links nach rechts           | GURMUKHI LETTER FA         | Gurmukhi-Buchstabe Fa       |
| U+0A66 (2662) | ੦               | Dezimalziffer                           | links nach rechts           | GURMUKHI DIGIT ZERO        | Gurmukhi-Ziffer Null        |
| U+0A67 (2663) | ੧               | Dezimalziffer                           | links nach rechts           | GURMUKHI DIGIT ONE         | Gurmukhi-Ziffer Eins        |
| U+0A68 (2664) | ੨               | Dezimalziffer                           | links nach rechts           | GURMUKHI DIGIT TWO         | Gurmukhi-Ziffer Zwei        |
| U+0A69 (2665) | ੩               | Dezimalziffer                           | links nach rechts           | GURMUKHI DIGIT THREE       | Gurmukhi-Ziffer Drei        |
| U+0A6A (2666) | ੪               | Dezimalziffer                           | links nach rechts           | GURMUKHI DIGIT FOUR        | Gurmukhi-Ziffer Vier        |
| U+0A6B (2667) | ੫               | Dezimalziffer                           | links nach rechts           | GURMUKHI DIGIT FIVE        | Gurmukhi-Ziffer Fünf        |
| U+0A6C (2668) | ੬               | Dezimalziffer                           | links nach rechts           | GURMUKHI DIGIT SIX         | Gurmukhi-Ziffer Sechs       |
| U+0A6D (2669) | ੭               | Dezimalziffer                           | links nach rechts           | GURMUKHI DIGIT SEVEN       | Gurmukhi-Ziffer Sieben      |
| U+0A6E (2670) | ੮               | Dezimalziffer                           | links nach rechts           | GURMUKHI DIGIT EIGHT       | Gurmukhi-Ziffer Acht        |
| U+0A6F (2671) | ੯               | Dezimalziffer                           | links nach rechts           | GURMUKHI DIGIT NINE        | Gurmukhi-Ziffer Neun        |
| U+0A70 (2672) | ੰ                | Markierung ohne Extrabreite             | Markierung ohne Extrabreite | GURMUKHI TIPPI             | Gurmukhi-Tippi              |
| U+0A71 (2673) | ੱ                | Markierung ohne Extrabreite             | Markierung ohne Extrabreite | GURMUKHI ADDAK             | Gurmukhi-Addak              |
| U+0A72 (2674) | ੲ               | anderer Buchstabe, Silbe oder Ideogramm | links nach rechts           | GURMUKHI IRI               | Gurmukhi-Iri                |
| U+0A73 (2675) | ੳ               | anderer Buchstabe, Silbe oder Ideogramm | links nach rechts           | GURMUKHI URA               | Gurmukhi-Ura                |
| U+0A74 (2676) | ੴ               | anderer Buchstabe, Silbe oder Ideogramm | links nach rechts           | GURMUKHI EK ONKAR          | Gurmukhi-Ek Onkar           |
| U+0A75 (2677) | ੵ                | Markierung ohne Extrabreite             | Markierung ohne Extrabreite | GURMUKHI SIGN YAKASH       | Gurmukhi-Zeichen Yakasch    |
| U+0A76 (2678) | ੶               | andere Interpunktion                    | links nach rechts           | GURMUKHI ABBREVIATION SIGN | Gurmukhi-Abkürzungszeichen  |